# مسجد كورسوم (كاستوريا)
مسجد كورسوم (باليونانية: Κουρσούμ Τζαμί)‏، (بالتركية: Kurşunlu Camii)‏: هو مسجد تاريخي من العصر العثماني في مدينة كاستوريا، مقدونيا الغربية، اليونان. يقع المسجد بالقرب من المركز القديم للمدينة، في شارع ميتروبولوس.

## التاريخ
كان مسجد كورسوم، الذي سمي على اسم سقفه الرصاصي، من أبرز المساجد في كاستوريا. يعود تاريخ بنائه بعد الفتح العثماني إلى القرن الخامس عشر أو السادس عشر. كتب تساميسيس وموتسوبولوس أنه بني على موقع كنيسة بيزنطية سابقة، والتي أقيمت بدورها على موقع معبد وثني قديم. يوجد نصب تذكاري أو دفن يقع داخل فناء مسجد كرسوم ويحتوي على أربعة جدران من الطوب وأقواس محاطة بقبة. في عهد العثمانيين، كان المسجد بمثابة مكان للعبادة لعدة قرون حتى ضمت اليونان كاستوريا. باع الإمام الأخير المسجد قبل رحيل سكان البلدة المسلمين.
في 1925، تم إعلان المسجد كنصب تذكاري محفوظ من قبل اليونان. حاولت بلدية كاستوريا في 1935 الحصول على تصريح لهدم المسجد لأسباب جمالية. تمت معارضة هذه الخطوة من قبل أمين المتحف المحلي ووزارة التعليم، وبدلاً من ذلك تم هدم رواق المسجد والقبر المجاور فقط. على عكس العديد من المساجد العثمانية الأخرى في كاستوريا، نجا مسجد كورسوم من الدمار بسبب الاستخدام المستمر. في عهد اليونان، تم استخدام المسجد في البداية كمكتبة، ثم أصبح فيما بعد متحفًا، واستخدم مؤخرًا كمخزن للآثار، مغلق أمام الجمهور.

## أنظر أيضا
- الإسلام في اليونان
- قائمة مساجد اليونان
- قائمة المساجد السابقة في اليونان
- اليونان العثمانية